# Deutzia naseana
Deutzia naseana är en hortensiaväxtart som beskrevs av Takenoshin Nakai. Deutzia naseana ingår i släktet deutzior, och familjen hortensiaväxter. Utöver nominatformen finns också underarten D. n. amanoi.